# Siergiej Azarow
Siergiej Azarow, ros. Сергей Азаров (ur. 19 maja 1983 w Mińsku) – białoruski szachista, arcymistrz od 2003 roku.

## Kariera szachowa
W latach 1992–1998 siedmiokrotnie zdobył tytuł mistrza Białorusi juniorów w różnych kategoriach wiekowych. Do 2003 r. kilkunastokrotnie reprezentował swój kraj na mistrzostwach świata i Europy juniorów. Największy sukces w tych rozgrywkach osiągnął w 2003 r. w Nachiczewanie, zdobywając tytuł wicemistrza świata w kategorii do 20 lat. Dwukrotnie (2001, 2002) zdobył tytuły indywidualnego mistrza Białorusi.
Do sukcesów Siergieja Azarowa w turniejach międzynarodowych należą m.in.:
- dz. I m. w Hastings (2001/02, turniej Challengers, wspólnie z Witalijem Cieszkowskim, Glennem Flearem, Keithem Arkellem i Zvonko Stanojoskim),
- II m. w Togliatti (2002, za Jewgienijem Aleksiejewem),
- dz. I m. w Las Palmas (2003, wspólnie z Siergiejem Erenburgiem),
- dz. II m. w Pardubicach – dwuktrotnie (2004, za Siergiejem Grigoriancem, wspólnie z m.in. Davidem Navarą, Zbynkiem Hrackiem, Dusko Pavasoviciem, Bartoszem Soćko i Ernesto Inarkiewem oraz 2005, za Andrejem Kawalouem, wspólnie z Jewgienijem Najerem, Aleksandrem Charitonowem i Władimirem Potkinem),
- dz. II m. w Mińsku (2005, za Aleksiejem Aleksandrowem, wspólnie z Aleksandrem Riazancewem),
- dz. I m. w Stambule (2006, wspólnie z m.in. Michaiłem Gurewiczem, Władimirem Bakłanem, Giorgim Kaczeiszwilim i Lewanem Pantsulaia),
- dz. I m. w Saratowie (2007, wspólnie z m.in. Jewgienijem Tomaszewskim, Denisem Chismatullinem, Andriejem Diewiatkinem i Aleksiejem Fiodorowem),
- dz. I m. w Béthune (2008, wspólnie z Tornike Sanikidze, Władimirem Burmakinem i Erwinem l'Amim),
- dz. I m. w Bad Wiessee (2010, wspólnie z m.in. Danielem Fridmanem, Aleksandrem Chalifmanem i Aleksandrem Grafem),
- dz. I m. w Cappelle-la-Grande (2014, wspólnie z Axelem Bachmannem Schiavo),
- I m. w Waszyngtonie (2014)[2].

Wielokrotnie reprezentował Białoruś w turniejach drużynowych, m.in.:
- pięciokrotnie na olimpiadach szachowych (w latach 2000, 2002, 2004, 2006, 2008)[3],
- dwukrotnie na drużynowych mistrzostwach Europy (w latach 2001, 2003)[4],
- na olimpiadzie szachowej juniorów do 16 lat (w roku 1999)[5].

Najwyższy ranking w dotychczasowej karierze osiągnął 1 listopada 2011 r., z wynikiem 2667 punktów zajmował wówczas 77. miejsce na światowej liście FIDE, jednocześnie zajmując 1. miejsce wśród białoruskich szachistów.